# Consejo Legislativo del Estado Carabobo
El Consejo Legislativo del Estado Carabobo (CLEC) es el órgano que ejerce el poder legislativo regional del estado Carabobo en Venezuela.
El parlamento regional del estado Carabobo es unicameral y está compuesto por quince (15) diputados o legisladores regionales que son electos cada 4 años, bajo un sistema mixto de representación, por un lado se eligen un grupo de diputados por lista bajo el método D'Hont a nivel estatal y por otro lado se eligen por voto directo candidatos nominales por circunscripción definida, pudiendo ser reelegidos para nuevos períodos consecutivos, y con la posibilidad de ser revocados a la mitad de su período constitucional.

## Sede
La sede del Consejo Legislativo del Estado Carabobo se ubica en la Avenida Henry Ford.

## Historia
El Estado Carabobo ha tenido un total de diecinueve (19) constituciones aprobadas por sus asamblea legislativas, las cuales han realizado diversos cambios en la composición, elección y funcionamiento de la cámara legislativa. Por ejemplo, todas las Constituciones Estadales aprobadas hasta 1953 definían la elección en 2 o 3 Diputados por Departamento o Distrito, lo cual daba para entonces un máximo de 12 Diputados promedio por período, con una duración media de 3 años, todos elegidos por el sistema de elección popular, directa y secreta (en un sistema similar a cómo se eligen a los senadores en sistemas de representación federal). Desde 1959, tras la reforma de la Constitución de 1953, los Diputados fueron elegidos en listas de partidos políticos, suprimiéndose la práctica de elegir un número de Diputados por Distrito, bajo un sistema de elección representativa por método del cociente.
El poder legislativo del estado sesionaba en el Capitolio del estado hasta la década de 1980, cuando el gobernador de Carabobo Oscar Celli adquiere una nueva sede independiente para el Poder Legislativo regional, evento de gran importancia y valor en la historia local. 
De acuerdo con la Constitución de Venezuela, el Consejo Legislativo del Estado Carabobo está conformado por 15 Diputados, electos a través de un sistema mixto de representación, por un lado se eligen un grupo de diputados por lista bajo el método D'Hont a nivel estatal y por otro lado se eligen por voto directo candidatos nominales por circunscripción definida. 

## Funciones
La Cámara elige de su seno, una Junta Directiva integrada por un Presidente y un Vicepresidente, adicionalmente se elige a un Secretario fuera de su seno. Al igual que en la Asamblea Nacional, el Parlamento regional conforma Comisiones permanentes de trabajo que se encargan de analizar los diferentes asuntos que las comunidades plantean, ejerciendo la vigilancia de la administración del Estado con el auxilio de la Contraloría General del Estado, así como la discusión y aprobación de los presupuestos de la cámara y del poder ejecutivo.
Las funciones de los consejos legislativos regionales de Venezuela se detallan en la Ley Orgánica de los Consejos Legislativos de los Estados publicada en Gaceta Oficial de la República Bolivariana de Venezuela del 13 de septiembre de 2001

## Composición de la VI Legislatura (Actual)
Los Grupos Parlamentarios del Consejo Legislativo del Estado Carabobo se organizan en dos grandes alianzas:
| Alianza / Partido Político         | Alianza / Partido Político            | Diputados |
| ---------------------------------- | ------------------------------------- | --------- |
| Gran Polo Patriótico Simón Bolívar | Gran Polo Patriótico Simón Bolívar    | 12        |
|                                    | Partido Socialista Unido de Venezuela | 12        |
| Mesa de la Unidad Democrática      | Mesa de la Unidad Democrática         | 2         |
|                                    | Unidad                                | 2         |
| Alianza Democrática                | Alianza Democrática                   | 1         |
|                                    | El Cambio                             | 1         |

Los legisladores actuales (VI Legislatura) son los siguientes:
| Alianza / Grupo Parlamentario | Alianza / Grupo Parlamentario      | Diputado         | Diputado                   | Cargo en el Consejo Legislativo |
| ----------------------------- | ---------------------------------- | ---------------- | -------------------------- | ------------------------------- |
|                               | Gran Polo Patriótico Simón Bolívar |                  | Alexander Suarez           | Presidente                      |
|                               | Gran Polo Patriótico Simón Bolívar | Jhoanna Arroyo   | Vicepresidenta del Consejo |                                 |
|                               | Gran Polo Patriótico Simón Bolívar | Orcly García     | Diputado                   |                                 |
|                               | Gran Polo Patriótico Simón Bolívar | José Chirinos    | Diputado                   |                                 |
|                               | Gran Polo Patriótico Simón Bolívar | Jovaldo Noguera  | Diputado                   |                                 |
|                               | Gran Polo Patriótico Simón Bolívar | Ana Casas        | Diputado                   |                                 |
|                               | Gran Polo Patriótico Simón Bolívar | Emily Riera      | Diputado                   |                                 |
|                               | Gran Polo Patriótico Simón Bolívar | Julio Rodríguez  | Diputado                   |                                 |
|                               | Gran Polo Patriótico Simón Bolívar | Miguel Ruiz      | Diputado                   |                                 |
|                               | Gran Polo Patriótico Simón Bolívar | Wewlkys Lozada   | Diputado                   |                                 |
|                               | Gran Polo Patriótico Simón Bolívar | Miguel Moreno    | Diputado                   |                                 |
|                               | Gran Polo Patriótico Simón Bolívar | Maria Ochoa      | Diputado                   |                                 |
|                               | Mesa de la Unidad Democrática      |                  | Carlos Molina              | Diputado                        |
|                               | Mesa de la Unidad Democrática      | Franmy Hernández | Diputado                   |                                 |
|                               | Alianza Democrática                |                  | Andrys Barios              | Diputado                        |

## Legislaturas previas

### Asamblea Legislativa de 1998 - 2000
En las elecciones del 8 de noviembre de 1998, el partido Proyecto Venezuela, del gobernador electo Henrique Salas Feo, consiguió la mayoría absoluta en la legislatura, mientras que el izquierdista MVR se convirtió en la segunda fuerza política del estado y la principal fuerza de oposición al gobernador del estado. Esta fue la última legislatura previa a la creación de los Consejos Legislativos.
| Alianza / Partido Político | Alianza / Partido Político  | Diputados |
| -------------------------- | --------------------------- | --------- |
|                            | Proyecto Venezuela          | 13        |
|                            | Movimiento Quinta República | 5         |
|                            | Acción Democrática          | 2         |
|                            | MAS                         | 2         |
|                            | Copei                       | 1         |

### I Legislatura (2000 - 2004)
En las elecciones del 30 de julio de 2000, el partido Proyecto Venezuela, partido del Gobernador del Estado, consigue nuevamente la mayoría absoluta en la legislatura, mientras que el MVR mantiene como segunda fuerza del estado y principal partido de oposición al ejecutivo regional de la entidad.
| Alianza / Partido Político | Alianza / Partido Político  | Diputados |
| -------------------------- | --------------------------- | --------- |
|                            | Proyecto Venezuela          | 9         |
|                            | Movimiento Quinta República | 6         |

### II Legislatura (2004 - 2008)
En las elecciones regionales del 2004, Luis Acosta Carles (MVR) es electo Gobernador del Estado, pero sin mayoría en la cámara. Proyecto Venezuela retiene la mayoría en el parlamento regional y se convierte en la fuerza de oposición al ejecutivo regional
| Alianza / Partido Político | Alianza / Partido Político  | Diputados |
| -------------------------- | --------------------------- | --------- |
|                            | Proyecto Venezuela          | 9         |
|                            | Movimiento Quinta República | 6         |

### III Legislatura (2008 - 2013)
En las elecciones regionales realizadas el 23 de noviembre de 2008, Henrique Salas Feo (Proyecto Venezuela) volvió a ganar la gobernación pero por primera vez, le toca gobernar con una cámara en minoría parlamentaria. Por primera vez, en el Estado Carabobo, los partidos de las izquierdas adheridas al PSUV logran mayoría en la cámara.
| Alianza / Partido Político    | Alianza / Partido Político            | Diputados |
| ----------------------------- | ------------------------------------- | --------- |
| Polo Patriótico               | Polo Patriótico                       | 9         |
|                               | Partido Socialista Unido de Venezuela | 6         |
| UVE                           | Unidad de Vencedores Electorales      | 3         |
| Mesa de la Unidad Democrática | Mesa de la Unidad Democrática         | 6         |
|                               | Proyecto Venezuela                    | 6         |

### IV Legislatura (2013 - 2017)
En las elecciones realizadas el 16 de diciembre de 2012, el Gran Polo Patriótico Simón Bolívar logra la gobernación con Francisco Ameliach y a su vez asegura la mayoría de la cámara.
| Alianza / Partido Político    | Alianza / Partido Político            | Diputados |
| ----------------------------- | ------------------------------------- | --------- |
| Polo Patriótico               | Polo Patriótico                       | 12        |
|                               | Partido Socialista Unido de Venezuela | 11        |
|                               | Movimiento Electoral del Pueblo       | 1         |
| Mesa de la Unidad Democrática | Mesa de la Unidad Democrática         | 3         |
|                               | Unidad                                | 3         |

### V Legislatura (2018 - 2022)
En las elecciones regionales realizadas el 15 de octubre de 2017, resulta electo gobernador Rafael Lacava de la alianza del Gran Polo Patriótico Simón Bolívar. Esta alianza, en las elecciones de concejos legislativos realizada el 20 de mayo de 2018, logra ganar todos los curules de la cámara, siendo éste un hecho inédito en el Consejo Legislativo del Estado, explicado principalmente por la decisión de los principales partidos políticos de la Mesa de la Unidad Democrática, opositores al gobierno de Nicolás Maduro, de no participar en las elecciones.
| Alianza / Partido Político | Alianza / Partido Político            | Diputados |
| -------------------------- | ------------------------------------- | --------- |
| Polo Patriótico            | Polo Patriótico                       | 15        |
|                            | Partido Socialista Unido de Venezuela | 13        |
|                            | Partido Comunista de Venezuela        | 1         |
|                            | Patria para Todos                     | 1         |
|                            | Tupamaro                              | 1         |